# Baugewerkschule Eckernförde

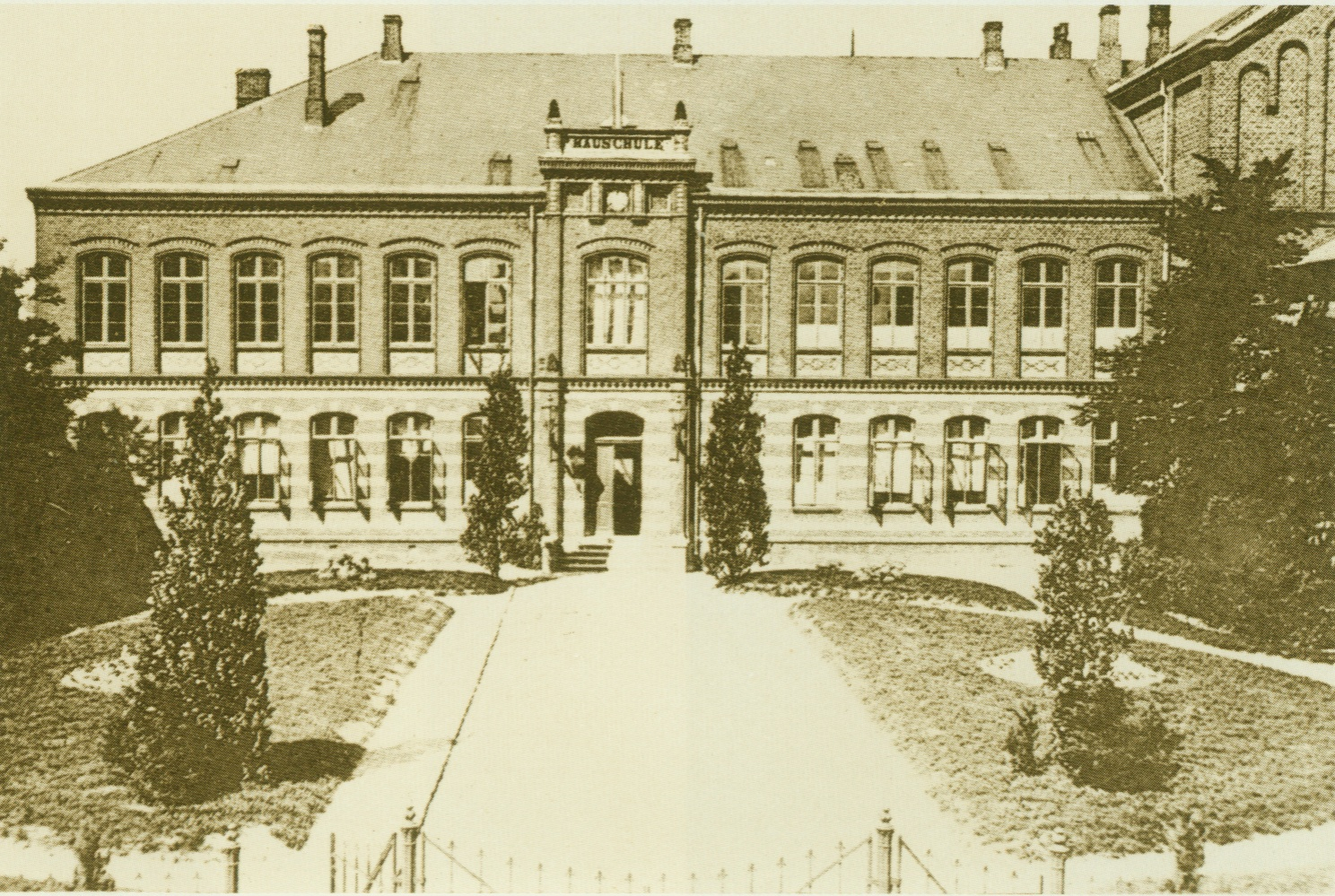
Bauschule zwischen 1891 und 1895

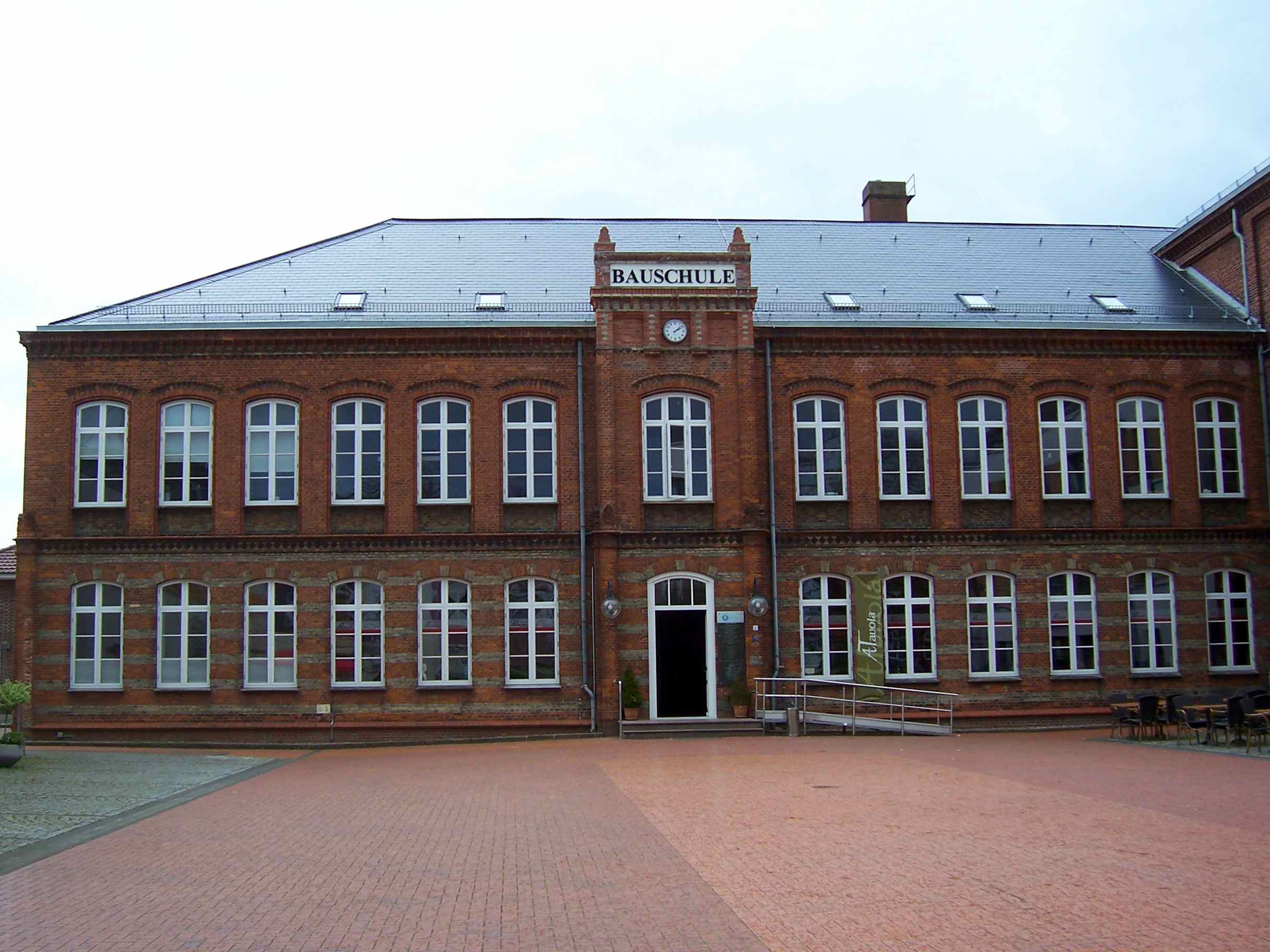
Ehemalige Bauschule nach Renovierung 2017 (Kieler Straße 78)

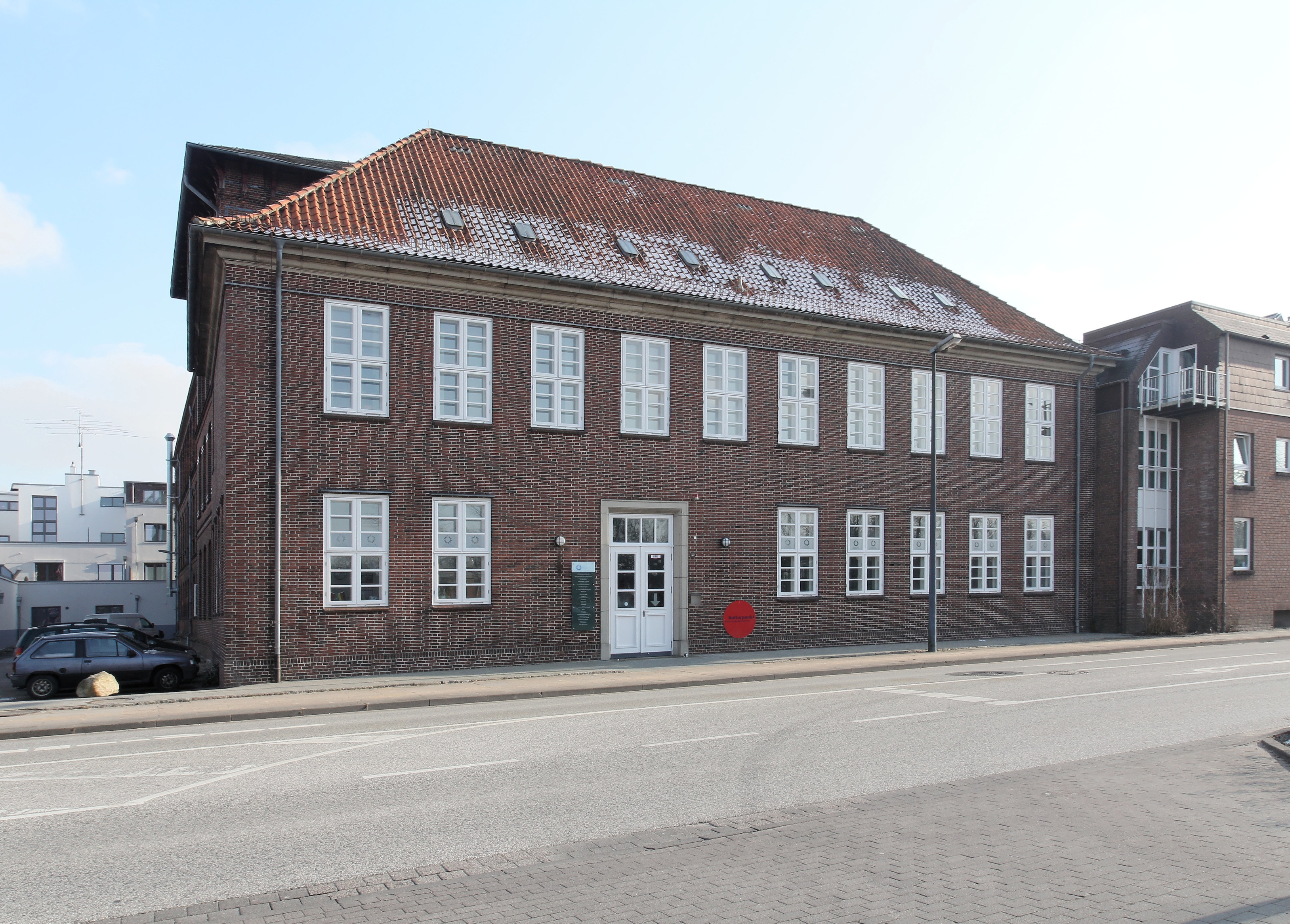
Der Erweiterungsbau der ehemaligen Bauschule, Reeperbahn 57 (2013)

Die Baugewerkschule Eckernförde wurde 1868 als städtische Baugewerkschule der Stadt Eckernförde zur Ausbildung von Bauhandwerkern gegründet. Wie andere Baugewerkschulen auch, entwickelte sie sich bis in das 20. Jahrhundert zur Ausbildungsstätte für Bautechniker und Architekten. Absolventen der Bauschule in Eckernförde traten immer wieder durch lobende Erwähnungen (z. B. durch die Fachzeitschrift Bauwelt) oder gewonnene Wettbewerbe in Erscheinung (z. B. Jürgen Kröger für einen Entwurf des Neubaus des Hauptbahnhofs Leipzig 1907).

## Geschichte
Zur Bedeutung der Schule heißt es in einer Pressemitteilung der Fachhochschule Kiel 2006: 
„Die Baugewerkschule Eckernförde entwickelte schon bald nach ihrer Gründung trotz schwieriger finanzieller Verhältnisse ein eigenes Profil und erreichte bei der Ausbildung von Architekten schon in den ersten vier Jahrzehnten einen Qualitätsstandard, der an die Spitzenleistungen der deutschen Architektenschaft heranreicht.“
Der Neubau der Bauschule in der Kieler Straße wurde 1869/70 von Germano Wanderley und Friedrich Faber entworfen.
1959 wurde am Lorenz-von-Stein-Ring ein neues Schulgebäude nach Plänen von Friedrich Spengelin fertiggestellt.
Sowohl das Schulgebäude in der Kieler Straße und in der Reeperbahn als auch das im Lorenz-von-Stein-Ring stehen auf der Liste der Kulturdenkmale in Eckernförde.
Bis zu ihrer Schließung gehörte die Schule zur Fachhochschule Kiel, Fachbereich Bauwesen. Zum Wintersemester 2007/08 wurde der Standort Eckernförde aufgegeben, da der Fachbereich ausgegliedert und in den Fachbereich Bauwesen der Fachhochschule Lübeck integriert wurde.

## Schulbezeichnungen
- 1919: Staatliche Baugewerkschule Eckernförde
- 1927: Höhere Technische Staatslehranstalt für Hochbau
- 1938: Staatsbauschule – Fachschule für Hoch- und Tiefbau Eckernförde
- 1969: Fachbereich Hoch- und Ingenieurbau der staatlichen Fachhochschule Kiel

## Bekannte Lehrer
- Curt Höppner
- Diethelm Hoffmann
- Germano Wanderley

## Bekannte Schüler
- Jürgen Bachmann (baute z. B. das Rathaus Schöneberg)[4]
- Richard Bielenberg
- Heinrich Bomhoff
- Carl Brekelbaum
- Arnold Bruhn
- Semmy Engel
- Johann Garleff
- Willy Glogner
- Otto Jacobsen
- Peter Jürgensen (baute z. B. das Rathaus Schöneberg)[4]
- Harald Kaas, norwegischer Architekt und Baumeister[5]
- Jürgen Kröger
- Wilhelm Kruckau
- Werner Liebrecht
- Friedrich Paulsen, Architekt, Geschäftsführer des Bundes Deutscher Architekten und Chefredakteur der Bauwelt
- Friedrich Scheffel
- Johann Theede